# Metropolia baszkortostańska
Metropolia baszkortostańska – jedna z metropolii Rosyjskiego Kościoła Prawosławnego. W jej skład wchodzą cztery eparchie: birska, nieftiekamska, saławacka oraz ufijska.
Erygowana przez Święty Synod Rosyjskiego Kościoła Prawosławnego w grudniu 2011. Jej pierwszym ordynariuszem został arcybiskup ufimski i sterlitamacki Nikon (Wasiukow), podniesiony 8 stycznia 2012 do godności metropolity.